# Оттар (конунг свеев)
Оттар Вендельская Ворона (швед. Ottar Vendelkråka) — полулегендарный король свеев из династии Инглингов (Скильфингов), отождествляемый с Охтхере, одним из персонажей поэмы «Беовульф».

## В средневековых источниках
Согласно «Саге об Инглингах», Оттар был сыном Эгиля, отождествляемого с Онгентеовом. Конунг данов Фроди Смелый потребовал от него дань, обещанную Эгилем, но Оттар ему отказал. Тогда Фроди совершил опустошительный набег на Швецию. Спустя год, когда Фроди отправился в поход на восток, Оттар начал грабить его владения. В Лимафьорде датские ярлы Вётт и Фасти дали свеям сражение, в котором Оттар погиб вместе с большей частью войска. Потом датчане отправили в Швецию деревянную ворону, сказав, что Оттар стоит не больше, чем она. Наследником Оттара стал его сын Адильс.
В поэме «Беовульф» фигурирует Охтхере, один из сыновей конунга свеев, «старца-воителя» Онгентеова, совершающий вместе с братом Онелой набеги на владения конунга гаутов. Он не играет самостоятельную роль в сюжете, упоминаясь или вместе с братом, или в составе кеннингов (Онгетеов — «отец Охтхере», Эадгильс — «сын Охтхере»).

## Мнения учёных
Сага сообщает, что конунг погиб в Вендиле, то есть в Вендсюсселе в Ютландии, и датчане положили его тело «в какой-то курган». Между тем недалеко от Уппсалы есть местность Вендель, а там — древний курган, который издавна называют «курганом Оттара». Уроженцев Венделя всегда называли «воронами», отсюда, видимо, и история о деревянной птице, якобы изготовленной датчанами. Вероятно, автор саги спутал датский и шведский топонимы.
Основной сохранившийся источник, рассказывающий об Оттаре, — «Круг земной» Снорри Стурлусона, сборник саг, составленный в XIII веке. Письменная традиция о ранних Инглингах возникла не раньше XII века, а потому она крайне ненадёжна. По выражению исследовательницы Гвинн Джонс, это скорее «мир легенд и сказок», чем мир истории.